# Izabelkleurig breeksteeltje
Het izabelkleurig breeksteeltje (Conocybe albipes), is een kleine plaatjeszwam die behoort tot de familie Bolbitiaceae. Izabelkleurig betekent: geelachtig, vuilwit. Het is een vrij veel voorkomende schimmel, zowel in Noord-Amerika als in Europa, die groeit tussen kort groen gras. Het groeit in weilanden, weiden, golfbanen en wegen, in parken, meestal verspreid of in kleine groepen.

## Kenmerken

### Uiterlijke kenmerken
Hoed
De hoed heeft een vorm van een stompe kegel en is maximaal 2 à 3 cm hoog en breed. De kleur is geelachtig of vuilwit.
Lamellen
De lamellen staan dicht opeen en zijn vrij of smal aangehecht, kaneelbruin met lichtere, ruwe snede.
Steel
De steel is lang (maximaal 11 cm) en dun (maximaal 3 mm dik). Onderaan is de steel iets verdikt. De steel kan, zoals de naam al zegt, makkelijk knakken.
Geur
De paddenstoel is geurloos en smaakloos en wordt daardoor als oneetbaar beschouwd. Mogelijk zijn ze zelfs giftig doordat er phallotoxine in zit.
Sporenprint
De sporenprint is roestbruin. 

### Microscopische kenmerken
De basidia zijn 4-sporig. De roodbruine sporen meten 10-14 × 7-9 µm. Ze zijn in grote lijnen elliptisch tot ovaal, glad en dikwandig. Ze bevatten elk een kiempore.

## Verspreiding
Het izabelkleurig breeksteeltje komt voor in Noord-Amerika en Europa. Het heeft in Nederland de status algemeen (juli - september).

## Levenswijze
Het vruchtlichaam is zeer delicaat en van korte duur, de steel zakt een paar uur na het opkomen in, kort daarna krimpt het vruchtlichaam, wordt bruin en verdroogt, meestal sterft het vruchtlichaam dat 's ochtends is gegroeid in de middag. De levensduur is niet langer dan 24 uur. Het is zo delicaat dat het moeilijk is om een vruchtlichaam op te pakken zonder de schacht te breken

## Trivia
Volgens Index Fungorum wordt Izabelkleurig breeksteeltje gezien als synoniem van het bolhoedbreeksteeltje (Conocybe apala).

## Foto's

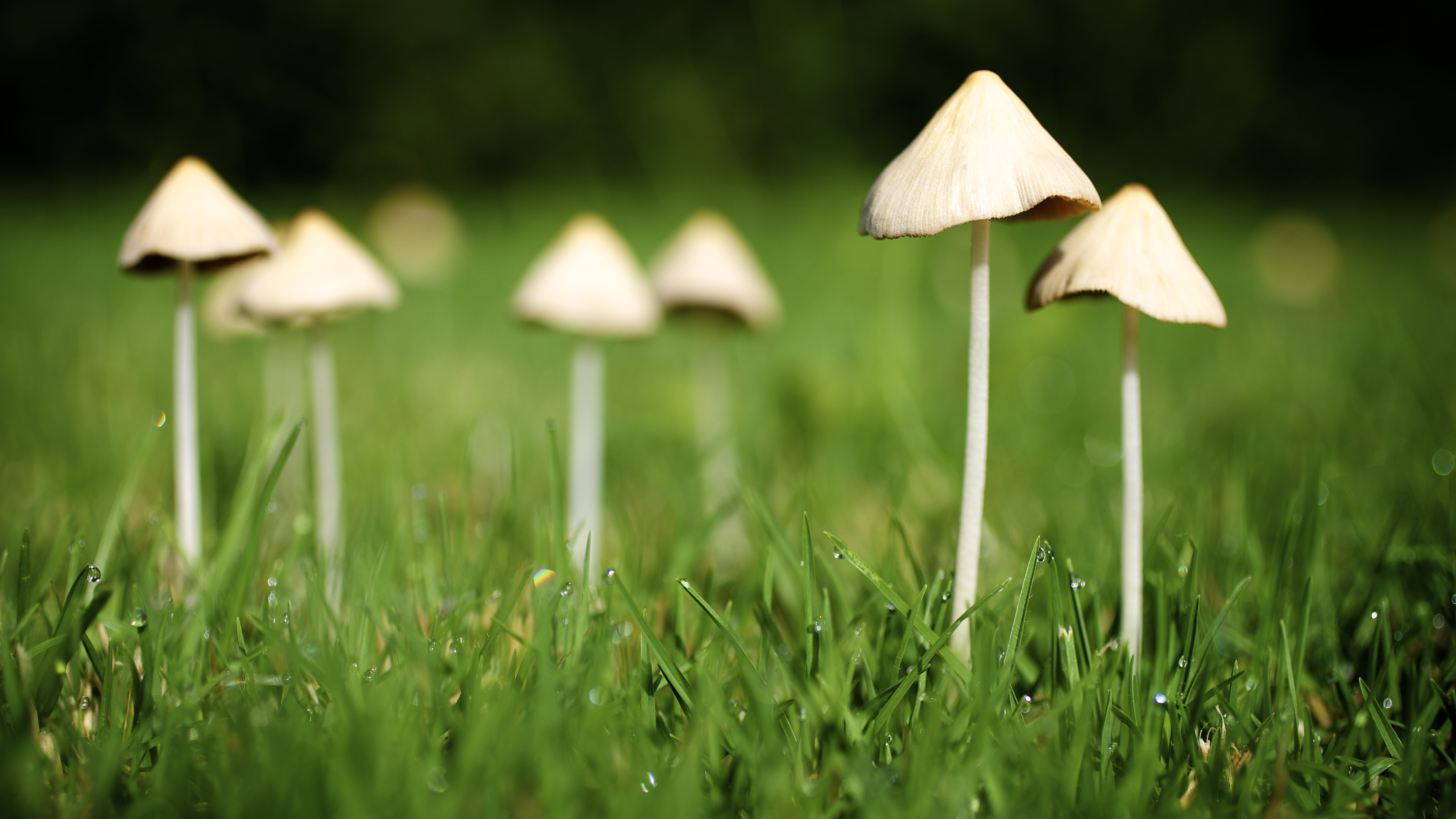
Zijaanzicht
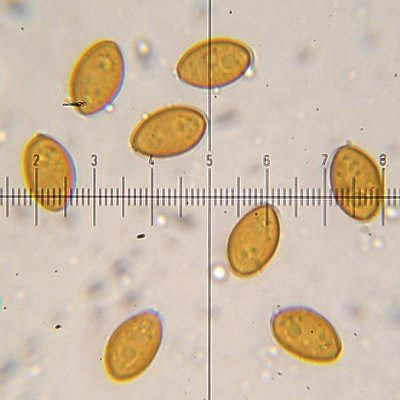
Sporen
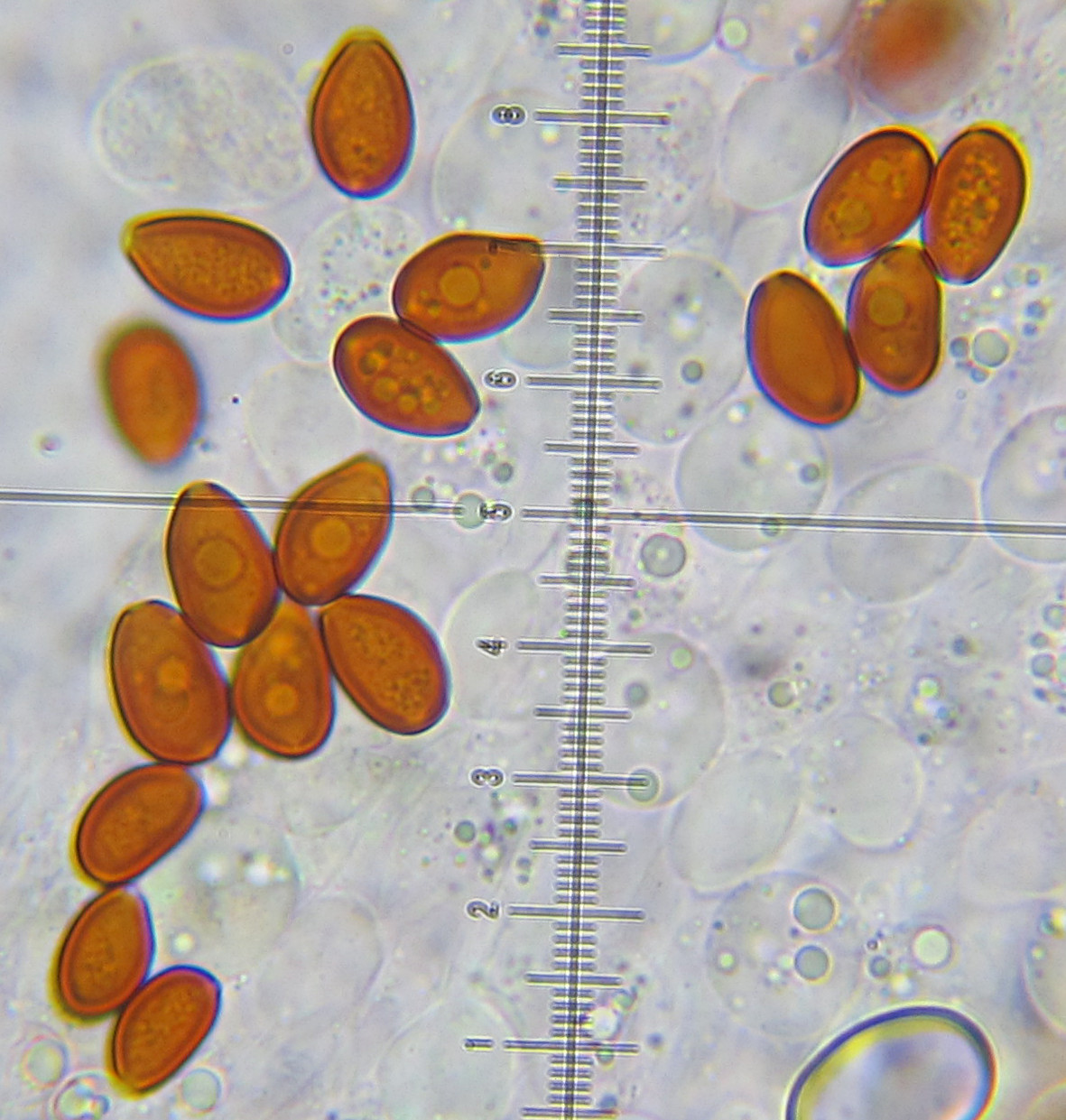
Sporen